# Solar (álbum de Taeyang)
Solar é o primeiro álbum de estúdio do cantor sul-coreano Taeyang. Foi lançado pela YG Entertainment em 1 de julho de 2010, através de uma edição deluxe e limitada a vendas de trinta mil cópias e por meio de uma edição regular lançada em 9 de julho. Sua faixa título é a canção "I Need a Girl", um single em colaboração com seu companheiro de Big Bang, G-Dragon. Incorporando os gêneros R&B, hip hop e pop, o álbum possui a co-produção de Taeyang em quatro canções.  
Após o lançamento de Solar, o álbum atingiu o topo da parada sul-coreana Gaon Album Chart, em ambas edições deluxe e regular. Posteriormente, em 25 de agosto, uma edição internacional de Solar foi lançada, tornando-o primeiro álbum de um artista de K-pop a ser vendido mundialmente através da plataforma de música iTunes e posicionando-se no topo da iTunes Top Albums do Canadá em sua categoria de R&B/Soul. 

## Lançamento
Em 1 de julho de 2010, Solar foi inicialmente lançado em sua edição deluxe, contendo no total treze canções e incluindo como faixas bônus os singles "Prayer" e "Only Look at Me" retirados de Hot (2008), o primeiro extended play (EP) de Taeyang, além disso, seu conteúdo incluiu um livro de fotos, uma camiseta desenhada por Taeyang, uma fotografia sua assinada e um cartão da YG Entertainment. Oito dias depois, a versão regular e física de Solar foi lançada contendo onze canções e sem incluir as faixas bônus da edição anterior, como conteúdo extra, a edição regular de Solar também foi lançada contendo um livro de fotos e cartão da YG Entertainment. 
A terceira e última edição de Solar, nomeada como Solar International, tornou-se o primeiro álbum de Taeyang voltado para o mercado internacional, ele foi lançado com doze canções e inclui uma versão em língua inglesa do single "Wedding Dress", além das canções inéditas em inglês "I'll Be There", que tornou-se um single do álbum em 19 de agosto e "Connection (com participação de Big Tone)". Adicionalmente, a edição física internacional de Solar, foi lançada juntamente com um DVD contendo vídeos musicais de Taeyang.  

## Singles
- "Where U At" com participação de Teddy, foi lançado em 15 de outubro de 2009, através de download digital.[1] No ano seguinte, foi incorporado a lista de faixas de Solar, com isso, a canção posicionou-se em número 93 na parada sul-coreana recém-criada Gaon Download Chart pertencente a Gaon.[2]

- "Wedding Dress" foi lançado em 13 de novembro de 2009, através de download digital.[3] A canção conquistou atenção tanto do mercado musical coreano como internacional, devido a regravações e diversas parodias criadas a partir de seu vídeo musical. No ano seguinte, após ser incorporada a lista de faixas de Solar, "Wedding Dress" atingiu seu pico de número noventa na sul-coreana Gaon Download Chart[2] e de número três na parada estadunidense Billboard World Digital Songs.[4]

- "I Need a Girl" com participação de G-Dragon, foi lançado como faixa título de Solar em 1 de julho de 2010. Comercialmente, a canção se estabeleceu em número quatro na parada sul-coreana Gaon Digital Chart, tornando-se a faixa melhor posicionada do álbum na referida parada.[5] Além disso, atingiu seu pico de número dezessete na estadunidense Billboard World Digital Songs.[6]

- "I'll Be There" foi lançado em 19 de agosto de 2010, como parte do lançamento da edição internacional de Solar. A canção converteu-se na única faixa do álbum a receber vídeos musicais nas versões de língua coreana e língua inglesa. "I'll Be There" atingiu a posição de número 16 na sul-coreana Gaon Digital Chart, onde permaneceu por duas semanas consecutivas.[7][8]

## Lista de faixas
| Solar – Edição padrão |                                                                                          |                         |                     |                |         |  |
| N.º                   | Título                                                                                   | Letras                  | Música              | Arranjos       | Duração |  |
| 1.                    | "Solar (Intro)"                                                                          | Choice37                | Choice 37, Taeyang  | Choice 37      | 1:01    |  |
| 2.                    | "Superstar"                                                                              | Teddy Park              | Teddy Park          | Teddy Park     | 3:11    |  |
| 3.                    | "I Need a Girl" (com participação de G-Dragon)                                           | Jeon Goon, G-Dragon     | Jeon Goon           | Jeon Goon      | 3:40    |  |
| 4.                    | "Just a Feeling"                                                                         | Teddy Park              | Teddy Park, Taeyang | Teddy Park     | 3:36    |  |
| 5.                    | "You're My"                                                                              | Jeon Goon, Choi Gap-Won | Jeon Goon           | Jeon Goon      | 2:48    |  |
| 6.                    | "Move" (com participação de Teddy)                                                       | Kush, Teddy Park        | Teddy Park, Kush    | Kush           | 4:03    |  |
| 7.                    | "Break Down"                                                                             | Teddy Park              | Teddy Park          | Teddy Park     | 4:02    |  |
| 8.                    | "After You Fall Asleep" (com participação de Swings; 니가 잠든 후에; Neegah Jamdeun Hue) | G-Dragon, Swings        | G-Dragon, Choice 37 | Choice 37      | 3:46    |  |
| 9.                    | "Where U At"                                                                             | Teddy Park              | Teddy Park, Taeyang | Teddy Park     | 3:48    |  |
| 10.                   | "Wedding Dress"                                                                          | Teddy Park              | Teddy Park, Taeyang | Teddy Park     | 4:01    |  |
| 11.                   | "Take it Slow"                                                                           | Taeyang                 | Taeyang, cat@lyst   | cat@lyst       | 4:08    |  |
| Duração total:        | Duração total:                                                                           | Duração total:          | Duração total:      | Duração total: | 38:04   |  |

| Solar – Edição deluxe (faixas bônus) |                                                  |                |                  |                  |         |  |
| N.º                                  | Título                                           | Letras         | Música           | Arranjos         | Duração |  |
| 11.                                  | "Prayer" (기도; Gido; com participação de Teddy) | Teddy Park     | Teddy Park, Kush | Teddy Park, Kush | 3:37    |  |
| 12.                                  | "Only Look at Me" (나만 바라봐; Naman Barabwa)   | Teddy Park     | Teddy Park, Kush | Teddy Park       | 3:55    |  |
| Duração total:                       | Duração total:                                   | Duração total: | Duração total:   | Duração total:   | 45:52   |  |

| Solar – Edição especial taiwanesa |                                                      |                         |                     |                  |         |  |
| N.º                               | Título                                               | Letras                  | Música              | Arranjos         | Duração |  |
| 1.                                | "Solar (Intro)"                                      | Choice37                | Choice 37, Taeyang  | Choice 37        | 1:01    |  |
| 2.                                | "Superstar"                                          | Teddy Park              | Teddy Park          | Teddy Park       | 3:11    |  |
| 3.                                | "I Need a Girl" (com participação de G-Dragon)       | Jeon Goon, G-Dragon     | Jeon Goon           | Jeon Goon        | 3:40    |  |
| 4.                                | "Just a Feeling"                                     | Teddy Park              | Teddy Park, Taeyang | Teddy Park       | 3:36    |  |
| 5.                                | "You're My"                                          | Jeon Goon, Choi Gap-Won | Jeon Goon           | Jeon Goon        | 2:48    |  |
| 6.                                | "Move" (com participação de Teddy)                   | Kush, Teddy Park        | Teddy Park, Kush    | Kush             | 4:03    |  |
| 7.                                | "Break Down"                                         | Teddy Park              | Teddy Park          | Teddy Park       | 4:02    |  |
| 8.                                | "After You Fall Asleep" (com participação de Swings) | G-Dragon, Swings        | G-Dragon, Choice 37 | Choice 37        | 3:46    |  |
| 9.                                | "Where U At"                                         | Teddy Park              | Teddy Park, Taeyang | Teddy Park       | 3:48    |  |
| 10.                               | "Wedding Dress"                                      | Teddy Park              | Teddy Park, Taeyang | Teddy Park       | 4:01    |  |
| 11.                               | "Take It Slow"                                       | Taeyang                 | Taeyang, cat@lyst   | cat@lyst         | 4:08    |  |
| 12.                               | "Only Look at Me"                                    | Teddy Park              | Teddy Park, Kush    | Teddy Park       | 3:55    |  |
| 13.                               | "Prayer" (com participação de Teddy)                 | Teddy Park              | Teddy Park, Kush    | Teddy Park, Kush | 3:37    |  |
| 14.                               | "Baby I'm Sorry"                                     | G-Dragon                | Jeon Seung Woo      | Jeon Seung Woo   | 4:06    |  |
| Duração total:                    | Duração total:                                       | Duração total:          | Duração total:      | Duração total:   | 45:52   |  |

| Conteúdo bônus em DVD – Edição CD+DVD taiwanesa |                                                                  |         |  |
| N.º                                             | Título                                                           | Duração |  |
| 1.                                              | "Only Look At Me" (Vídeo musical com legenda em chinês)          |         |  |
| 2.                                              | "Wedding Dress" (Vídeo musical com legenda em chinês)            |         |  |
| 3.                                              | "Where U At" (Vídeo musical com legenda em chinês)               |         |  |
| 4.                                              | "Prayer" (Vídeo musical com legenda em chinês)                   |         |  |
| 5.                                              | "I Need a Girl" (Vídeo musical com legenda em chinês)            |         |  |
| 6.                                              | "Only Look At Me" (Solar versão ao vivo com legenda em chinês)   |         |  |
| 7.                                              | "Prayer" (Fazendo o vídeo musical, com legenda em chinês)        |         |  |
| 8.                                              | "Where U At" (Fazendo o vídeo musical, com legenda em chinês)    |         |  |
| 9.                                              | "I Need a Girl" (Fazendo o vídeo musical, com legenda em chinês) |         |  |

| Solar International - Edição internacional |                                                        |                         |                                |                  |         |  |
| N.º                                        | Título                                                 | Letras                  | Música                         | Arranjos         | Duração |  |
| 1.                                         | "Solar (Intro)"                                        | Choice37                | Choice 37, Taeyang             | Choice 37        | 0:57    |  |
| 2.                                         | "Superstar"                                            | Teddy Park              | Teddy Park                     | Teddy Park       | 3:14    |  |
| 3.                                         | "Prayer" (com participação de Teddy)                   | Teddy Park              | Teddy Park, Kush               | Teddy Park, Kush | 3:41    |  |
| 4.                                         | "I'll Be There" (versão em inglês)                     | Teddy Park, Perry       | Teddy Park, e.knock            | Teddy Park       | 3:19    |  |
| 5.                                         | "Wedding Dress" (versão em inglês)                     | Teddy Park, Perry       | Teddy Park, Taeyang            | Teddy Park       | 4:07    |  |
| 6.                                         | "Connection" (com participação de Big Tone; em inglês) | Walt Anderson, Big Tone | DJ Murf, Peejay, Walt Anderson | DJ Murf, Peejay  | 3:31    |  |
| 7.                                         | "Move" (com participação de Teddy)                     | Kush, Teddy Park        | Teddy Park, Kush               | Kush             | 3:53    |  |
| 8.                                         | "Where U At"                                           | Teddy Park              | Teddy Park, Taeyang            | Teddy Park       | 3:49    |  |
| 9.                                         | "I Need a Girl" (com participação de G-Dragon)         | Jeon Goon, G-Dragon     | Jeon Goon                      | Jeon Goon        | 3:40    |  |
| 10.                                        | "Only Look at Me"                                      | Teddy Park              | Teddy Park, Kush               | Teddy Park       | 4:00    |  |
| 11.                                        | "Take It Slow"                                         | Taeyang                 | Taeyang, cat@lyst              | cat@lyst         | 4:22    |  |
| 12.                                        | "I'll Be There" (versão coreana)                       | Teddy Park              | Teddy Park, e.knock            | Teddy Park       | 3:15    |  |
| Duração total:                             | Duração total:                                         | Duração total:          | Duração total:                 | Duração total:   | 41:48   |  |

| Conteúdo bônus em DVD – Edição CD+DVD de Solar International |                                                      |         |  |
| N.º                                                          | Título                                               | Duração |  |
| 1.                                                           | "Prayer" (Vídeo musical)                             |         |  |
| 2.                                                           | "Only Look at Me" (Vídeo musical)                    |         |  |
| 3.                                                           | "Where U At" (Vídeo musical)                         |         |  |
| 4.                                                           | "Wedding Dress" (Vídeo musical)                      |         |  |
| 5.                                                           | "I Need a Girl" (Vídeo musical)                      |         |  |
| 6.                                                           | "I'll Be There" (Vídeo musical da versão em coreano) |         |  |
| 7.                                                           | "I'll Be There" (Vídeo musical da versão em inglês)  |         |  |
| 8.                                                           | "Filmando o vídeo 1"                                 |         |  |
| 9.                                                           | "Filmando o vídeo 2"                                 |         |  |

## Desempenho nas paradas musicais
Na Coreia do Sul, Solar estreou em número dois na Gaon Album Chart com sua edição deluxe e na semana seguinte atingiu o topo da parada com sua edição regular. O mesmo ocorreu com sua edição internacional, que estreou na liderança da referida parada. Além disso, o lançamento de Solar International em formato digital, levou Taeyang a tornar-se o primeiro artista de K-pop a ter um lançamento mundial no iTunes,  o álbum figurou no top 5 da categoria R&B/Soul pertencente ao iTunes Top Albums dos Estados Unidos e Japão, além de atingir a primeira colocação no Canadá, convertendo Taeyang no primeiro artista asiático a fazê-lo.

### Posições
| Paradas (2010)                            | Melhor posição |
| ----------------------------------------- | -------------- |
| Coreia do Sul (Gaon Weekly Albums Chart)  | 1              |
| Coreia do Sul (Gaon Monthly Albums Chart) | 3              |
| Coreia do Sul (Gaon Yearly Albums Chart)  | 39             |
| Estados Unidos (Billboard World Albums)   | 14             |

## Histórico de lançamento
| Região        | Data                   | Formato          | Gravadora                   | Edição        |
| ------------- | ---------------------- | ---------------- | --------------------------- | ------------- |
| Mundo         | 1 de julho de 2010     | Download digital | YG Entertainment            | Padrão        |
| Coreia do Sul | 1 de julho de 2010     | CD               | YG Entertainment Mnet Media | Deluxe        |
| Coreia do Sul | 9 de julho de 2010     | CD               | YG Entertainment Mnet Media | Padrão        |
| Mundo         | 25 de agosto de 2010   | Download digital | YG Entertainment            | Internacional |
| Coreia do Sul | 25 de agosto de 2010   | CD+DVD           | YG Entertainment Mnet Media | Internacional |
| Taiwan        | 13 de dezembro de 2013 | CD+DVD           | Warner Music Taiwan         | Especial      |